# Afijio
Afijio é uma Área de governo local no estado de Oió, Nigéria. Sua sede fica na cidade de Jobele.
Possui uma área de 722 km² e uma população de 134.173 no censo de 2006.
O código postal da área é 211.
Afijio, área do governo local é subdividido em 10 wards: Ilora I, Ilora II, Ilora III, Fiditi I, Fiditi II, Aauê I, Aauê II, Akinmorin/Jobele, Iware e Imini.
O governo local é governado por um Chairman eleito e 10 conselheiros eleitos de cada ward.